# بوژو باکوتا
بوژو باکوتا (انگلیسی: Božo Bakota; ۵ اکتبر ۱۹۵۰ – ۱ اکتبر ۲۰۱۵) بازیکن فوتبال اهل یوگسلاوی بود.
از باشگاه‌هایی که در آن بازی کرده‌است می‌توان به باشگاه فوتبال زاگرب و باشگاه فوتبال اشتورم گراتس اشاره کرد.
وی همچنین در تیم ملی فوتبال یوگسلاوی بازی کرده‌است.